# Деразан
Деразан (перс. درازان) — село в Ірані, у дегестані Бала-Хіябан-е Літкух, у Центральному бахші, шагрестані Амоль остану Мазендеран. За даними перепису 2006 року, його населення становило 1211 осіб, що проживали у складі 338 сімей.

## Клімат
Середня річна температура становить 16,72 °C, середня максимальна – 30,59 °C, а середня мінімальна – 3,59 °C. Середня річна кількість опадів – 843 мм.
| Клімат поселення                              | Клімат поселення | Клімат поселення | Клімат поселення | Клімат поселення | Клімат поселення | Клімат поселення | Клімат поселення | Клімат поселення | Клімат поселення | Клімат поселення | Клімат поселення | Клімат поселення | Клімат поселення |
| Показник                                      | Січ.             | Лют.             | Бер.             | Квіт.            | Трав.            | Черв.            | Лип.             | Серп.            | Вер.             | Жовт.            | Лист.            | Груд.            |                  |
| Середній максимум, °C                         | 10,98            | 11,38            | 13,98            | 19,78            | 23,50            | 27,40            | 30,50            | 30,59            | 27,93            | 23,24            | 17,88            | 13,67            |                  |
| Середня температура, °C                       | 7,29             | 7,70             | 10,28            | 16,10            | 19,81            | 23,70            | 25,81            | 25,93            | 23,23            | 18,58            | 13,19            | 8,99             |                  |
| Середній мінімум, °C                          | 3,59             | 4,01             | 6,60             | 12,42            | 16,13            | 20,02            | 21,15            | 21,23            | 18,58            | 13,88            | 8,53             | 4,32             |                  |
| Норма опадів, мм                              | 89               | 69               | 61               | 31               | 28               | 25               | 22               | 48               | 90               | 146              | 124              | 110              |                  |
| Середньомісячна швидкість вітру, м/с          | 1.91             | 2.47             | 2.50             | 2.32             | 2.30             | 2.33             | 2.41             | 2.17             | 2.00             | 1.89             | 1.99             | 1.99             |                  |
| Середньомісячна сонячна радіація, кДж/м²·день | 8397             | 10508            | 12567            | 15848            | 19734            | 21457            | 21162            | 18793            | 15496            | 12158            | 9673             | 7892             |                  |
| --------------------------------------------- | ---------------- | ---------------- | ---------------- | ---------------- | ---------------- | ---------------- | ---------------- | ---------------- | ---------------- | ---------------- | ---------------- | ---------------- | ---------------- |
| Джерело:                                      |                  |                  |                  |                  |                  |                  |                  |                  |                  |                  |                  |                  |                  |